# Camellia brachygyna
Camellia brachygyna là một loài thực vật có hoa trong họ Theaceae. Loài này được Hung T. Chang mô tả khoa học đầu tiên năm 1989.